# Horton empolla el huevo
Horton empolla el huevo es un libro infantil escrito por Dr. Seuss, publicado en 1940. El personaje principal es Horton el elefante, que aparecerá nuevamente en ¡Horton escucha a Quién!, publicado en 1954. En el 2000, ambos libros inspiraron la realización de Seussical, un musical de Broadway. En el 2007, se realizó una encuesta vía Internet y se nombró a Horton empolla el huevo como uno de los libros en el Top 100 de libros para maestros.

## Reseña
El personaje principal es un elefante llamado Horton, quien es convencido por Mayzie (un pájaro perezoso e irresponsable) para que empolle su huevo mientras ella toma un "corto descanso", pero en realidad ella termina escapándose a  Palm Beach.
Naturalmente, se genera una visión absurda de un elefante sentado encima de un árbol. Horton está expuesto a varios hechos, como por ejemplo: la burla de sus amigos de la selva, es capturado por cazadores, es obligado a soportar un terrible viaje por mar y por último, es capturado en un circo ambulante. Sin embargo, a pesar de sus dificultades y la clara intención de Mayzie de no volver, Horton se niega a abandonar el nido, porque insiste en mantener su palabra ("quise decir lo que dije y dije lo que quería decir, y un elefante es fiel el cien por ciento!").
El circo ambulante termina visitando un lugar cerca de la nueva residencia de Mayzie en  Palm Beach. Ella regresa al circo una vez que el huevo está a punto de eclosionar, y exige su devolución sin ofrecerle ninguna recompensa a Horton. Sin embargo, cuando el huevo se rompe, la criatura que emerge es un "elefante-pájaro" cruza entre Horton y Mayzie. Horton y el bebé vuelven alegremente a la selva, siendo premiado Horton por su persistencia, mientras Mayzie es castigada por su pereza y termina con nada.

## Seussical
El musical de Broadway, Seussical, se centra en gran parte alrededor de Horton el elefante, ya que su intento de proteger a los quiénes en su trébol se ve frustrado por muchos factores, entre ellos, los obstáculos que generaron los animales de la Jungla de Nool  en ¡Horton escucha a Quién!, y Mayzie el pájaro irresponsable de la paternidad de su huevo, que ella eventualmente le confía a Horton. En el segundo acto del musical, ellos se encuentran en el circo y Mayzie le otorga a Horton la custodia total de su huevo. En el final del musical, el huevo de Horton eclosiona en un "elefante-pájaro".

## Adaptaciones

### Merrie Melodies
Horton empolla el huevo fue adaptado por Leon Schlesinger Productions a una animación corta de 10 minutos de duración en 1942, emitido como parte de la serie Merrie Melodies. El corto fue dirigido por Bob Clampett. Kent Rogers realizó la voz de Horton y de Peter Lorre el pez, Sara Berner hizo la voz de Mayzie y la del "elefante-pájaro". Robert C. Bruce realizó las narraciones, y Mel Blanc interpretó otras voces. 
En la producción de los dibujos animados, la unidad de Bob Clampett no utilizó un  guion, como era la práctica habitual. En su lugar, esbozó y escribió ideas adicionales para los dibujos animados en su versión del libro de Dr. Seuss. Varios elementos que no están en el libro original se han añadido a la historieta, incluyendo:
1. Un párrafo introductorio, comenzando con "Una vez en la selva ..." y terminando con "... en su árbol."
2. Varias áreas de diálogo se saltean o fueron reinventadas, como cuando Mayzie dice tener bolsas debajo de los ojos, o cuando Horton habla "claro como el día" a los cazadores, que sólo tienen un arma, que no está claramente apuntada a su corazón.
3. Una caricatura de un pez Peter Lorre que se pega un tiro en la cabeza después de ver a Horton en el barco (esta escena es a menudo editado por la televisión).
4. Una melodía popular de la época, The Hut-Sut Song de Horace Heidt Letra y música de Leo V. Killion, Ted McMichael y  Jack Owens, cantada por Horton y su hijo.

### Estoy esperando a un pichón
En 1966, Soyuzmultfilm lanzó un corto de 18 minutos  adaptado al ruso llamado Estoy esperando a un pichón (I Am Waiting for a Nestling). Fue dirigido por Nikolai Serebryakov y ganó la medalla de plata por Mejor corto infantil  en Tours en el año 1967.

### Random House
En 1992, Random House lanzó Horton empolla el huevo en sus series de videos de Dr. Seuss, narrados por Billy Crystal y dirigidos por Mark Reeder. El video está realizado en el mismo estilo que todos los otros videos creados por Random House. 

### Tom Kane
Este libro fue presentado en el primer libro de cuentos narrados por Tom Kane.